# Драниця (річка)
Драниця, Драничка — річка в Україні, в Радомишльському районі Житомирської області. Права притока Шлямарки (басейн Дніпра).

## Опис
Довжина річки приблизно 9 км. Висота витоку річки над рівнем моря — 189 м; висота гирла над рівнем моря — 178 м; падіння річки — 11 м; похил річки — 1,23 м/км. Формується з 2 безіменних струмків та 2 водойм.

## Розташування
Бере початок на північно-східній стороні від села Горбулів. Тече переважно на північний схід через село Моделів і на околиці села Дубовик впадає в річку Шлямарку, праву притоку Візні.

## Риби Драниці
У річці водяться верховодка, бистрянка, окунь, пічкур та плітка звичайна.